# Carla Henius

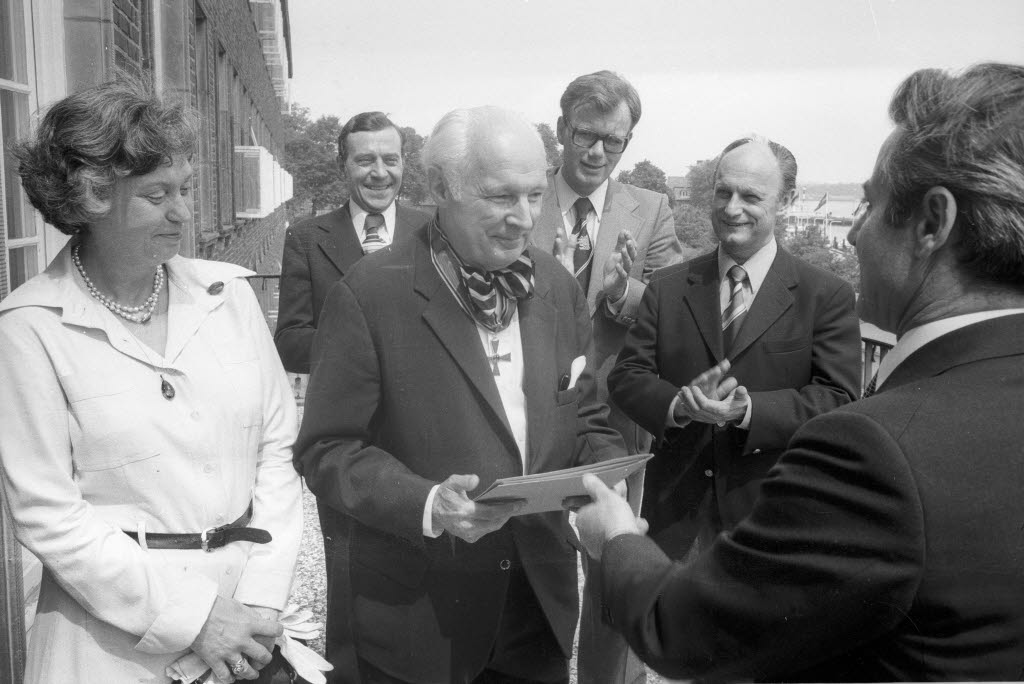
Carla Henius (links) 1976

Carla Henius (* 4. Mai 1919 in Mannheim; † 27. Dezember 2002 in Murnau am Staffelsee) war eine deutsche Opernsängerin (Mezzosopran) und Gesangspädagogin.

## Leben
Die Sängerin verstand sich als konsequente Wegbereiterin der sogenannten zeitgenössischen Musik  des 20. Jahrhunderts. Ihr Repertoire umfasste Musik von Arnold Schönberg bis Karlheinz Stockhausen und Luigi Nono. Dieter Schnebel schrieb 1970–1971 für sie, Gisela Saur-Kontarsky und William Pearson „Atemzüge“ für mehrere Stimmorgane und Reproduktionsgeräte, das sie zusammen im November 1971 in Rom uraufführten. Daneben wirkte sie auch als Musikpädagogin. In langer Ehe war sie verheiratet mit dem Intendanten Joachim Klaiber.
Von 1977 bis 1986 leitete sie unter der Intendanz von Claus Leininger am Musiktheater im Revier (Gelsenkirchen) die „musik-theater-werkstatt“. In dieser Veranstaltungsreihe stellte sie zeitgenössische Komponisten in Porträts und Gesprächskonzerten vor – u. a. Luigi Nono, Wolfgang Rihm, Manfred Niehaus, Tilo Medek, Karlheinz Stockhausen u. v. a. Dazu kamen wegweisende Inszenierungen von Wolfgang Rihms „Jakob Lenz“ (mit Gastspielen auf der Biennale in Zagreb 1981 und einer großen Tournee durch Brasilien und Argentinien (1982)), „Einstein“ von Paul Dessau zusammen mit den Ruhrfestspielen Recklinghausen, „Votre Faust“ von Henri Pousseur als Deutsche Erstaufführung, „Der Leuchtturm“ von Peter Maxwell Davies, die Uraufführung von „Die Blinden“ von Walter Zimmermann. Als Interpretin stellte sie u. a, die Liederbücher von Heinz Albert Heindrichs vor.*
1987 wurde sie mit dem Kulturpreis der Stadt Kiel ausgezeichnet.

## Werke
- Ein Traumspiel (1964). Opernlibretto (nach dem gleichnamigen Schauspiel von August Strindberg, deutsch von Peter Weiss). Musik: Aribert Reimann. UA 20. Juni 1965 Kiel
- Das undankbare Geschäft mit neuer Musik. Serie Piper, München 1974, ISBN 3-492-00396-6
- Schnebel, Nono, Schönberg oder die wirkliche und die erdachte Musik. Europ. Verlags-Anstalt, Hamburg 1993, ISBN 3-434-50026-X.